# Oedanomerus squamosus
Oedanomerus squamosus är en skalbaggsart som beskrevs av Marc Lacroix 2005. Oedanomerus squamosus ingår i släktet Oedanomerus och familjen Melolonthidae. Inga underarter finns listade i Catalogue of Life.